# Hamburg-Altona (stacja kolejowa)
Hamburg-Altona – stacja kolejowa w Hamburgu, druga co do wielkości po Hamburg Hauptbahnhof. Jest stacją początkową wielu pociągów. Obsługuje około 100 tys. pasażerów dziennie.